# Burghart Schmidt
Burghart Schmidt (født 30. november 1942 i Wildeshausen, død 13. februar 2022) var en tysk filosof. Hans arbejde, som er blevet kaldt neo-marxistisk, spænder meget bredt over en række af emner. Han startede som elev af Ernst Bloch. Han underviste ved Eberhard Karls Universität Tübingen fra 1962 til 1970, da han blev professor i filosofi i Offenbach.